# Либеральная партия Соломоновых Островов
Либеральная партия Соломоновых Островов (англ. Solomon Islands Liberal Party, SILP) — ранее существовавшая политическая партия Соломоновых Островов.

## История
Партия была создана как Националистическая партия в 1975 году, а затем спустя время была переименована в Национальную демократическую партию. Её основатели, Джосес Тухануку и Бартоломью Улуфаалу, были лидерами профсоюзов, а Тухануку возглавлял Профсоюз разнорабочих Соломоновых Островов. На выборах 1976 года партия выиграла 8 из 38 мест. На выборах 1980 года она была сокращена до 2 мест, а на выборах 1984 года — до одного.
В 1986 году партия была переименована в Либеральную партию Соломоновых Островов. Позже в результате раскола из неё ушёл Джосес Тухануку. В 1988 году он сформировал Лейбористскую партию Соломоновых Островов. 
На выборах 1989 года партия получила 2 места, однако на выборах 1993 года она их потеряла. На выборах 1997 года Либеральная партия получила 4 места, на которых она была частью Альянса Соломоновых Островов за перемены. Партии альянса получили незначительное большинство в парламенте, и Улуфаалу стал премьер-министром страны. В результате выборов 2001 года альянс потерял власть, получив только 12 из 50 мест, из которых Либеральная партия заняла 2 места.
На выборах 2006 года партия получила два места и одно на выборах 2010 года. Не принимала участие в выборах 2014 года.
По состоянию на июль 2021 года лидером партии является Джафет Вайпора.